# Hamburger Hafenkonzert
Das Hamburger Hafenkonzert ist eine Hörfunksendung des Norddeutschen Rundfunks (NDR) und die älteste bestehende Rundfunksendung der Welt. Bis zum fünfundsiebzigjährigen Jubiläum am 13. Juni 2004 wurden 2500 Folgen gesendet.

## Geschichte
Das erste Hafenkonzert wurde am 9. Juni 1929 von Bord des Dampfers Antonio Delfino ausgestrahlt, damals noch von der Nordischen Rundfunk AG (NORAG). Das Konzept zu einer Sendung mit betont maritimem Charakter war auf Veranlassung des damaligen NORAG-Intendanten Hans Bodenstedt von Kurt Esmarch entwickelt worden. Esmarch leitete die Sendung schließlich bis 1964. Danach leitete Hermann Rockmann von 1964 bis zu seiner Pensionierung 1982 das Hafenkonzert.
Ursprünglich handelte es sich um eine reine Musiksendung, die am frühen Sonntagmorgen live von Orten gesendet wurde, die eng mit der Seefahrt verbunden sind, so zum Beispiel von im Hamburger Hafen vor Anker liegenden Schiffen. Das Konzept wurde jedoch schon bald durch zusätzliche Elemente wie Interviews, Reportagen und Erzählungen von Seemannsgarn erweitert.
Die Popularität des Hafenkonzerts veranlasste in den folgenden Jahren Sender im übrigen Gebiet des Deutschen Reiches, sich an die Ausstrahlung anzuschließen. Nach der Gleichschaltung des deutschen Rundfunks und der Auflösung der NORAG wurde die Sendung vom Reichssender Hamburg übernommen und weitergeführt.
Nach Ende des Zweiten Weltkriegs wurde bis 1947 kein Hafenkonzert gesendet. Dann nahm der NWDR die Sendung wieder auf; 1956 ging sie an den neu entstandenen NDR über. 1947 entstand auch das Bremer Hafenkonzert. Im Verlauf der Jahre änderte sich die musikalische Bandbreite; wurde ursprünglich nur Orchester- und Instrumentalmusik geboten, traten nun unter musikalischer Leitung von Günter Fuhlisch zunehmend auch Gesangsinterpreten, wie beispielsweise Carl Bay, mit Begleitung des Akkordeonisten Rudolf Klaus auf.
Unverändert blieb die Ausrichtung des Programms auf die Seefahrt mit abwechselnden maritimen Themen bestehen. Bevorzugter Sendeort ist nach wie vor der Hamburger Hafen (oftmals aus dem Schulauer Fährhaus und in jüngster Zeit das Internationale Maritime Museum in der Speicherstadt) sowie der Hamburger Seemannsclub Duckdalben. Aber auch aus anderen deutschen Hafenstädten oder von Bord von Schiffen wird übertragen. In jüngerer Zeit wurde auch in anderen Ländern und sogar außerhalb Europas produziert. Im Gegensatz zu den früheren Direktübertragungen sind jedoch heute auch die meisten Sendungen aufgezeichnet.
Das Hamburger Hafenkonzert wird bis heute am frühen Sonntagmorgen zwischen 6 und 8 Uhr gesendet. Eine Wiederholung der Sendung ist ab 19 Uhr zu hören. Das Programm beginnt traditionell mit dem Glockengeläut des Hamburger Michels sowie dem Traditionsmarsch Anchors Aweigh.
In Hamburg ist das Hafenkonzert auf NDR 90,3 (UKW 90,3 MHz und im Hamburger Kabelnetz: 93,2), Cuxhaven/Deutsche Bucht 98,4 zu hören. Darüber hinaus ist es in ganz Europa über Satellit zu empfangen. Selbst in Namibia und Australien wird das Programm von zwei Sendern übernommen.
Am 26. Januar 2020 wurde die 3400. Folge des Hafenkonzerts gesendet.

## Sendung „Gruß an Bord“
Eine ebenfalls sehr traditionsreiche und beliebte Sendung des NDR aus dem Bereich der Seefahrt ist die seit 1953 an Heiligabend ausgestrahlte Sendung Gruß an Bord, bei der Familien, Freunde oder Reedereien Grüße an die Seeleute von Schiffen in aller Welt richten (und umgekehrt), die über Weihnachten nicht in der Heimat sind. Dazu wurde die Sendung bis 1998 sogar über die Küstenfunkstelle Norddeich Radio ausgestrahlt. Um eine Übertragung auf allen Weltmeeren sicher zu ermöglichen, werden verschiedene Kanäle zur Ausstrahlung dieser Sendung eingesetzt und nach der Abschaltung eigener Kurzwellensender 2011 seit 2012 selbst Kurzwellenfrequenzen angemietet.